# Brunnen in Herford
Die Brunnen in Herford dienten im Mittelalter der Trinkwasserversorgung über die Marktbrunnen, heute verschönern sie die Plätze und dienen teilweise als Wasserspiel. Die Brunnen erzählen Stadtgeschichte, sind manchmal Zeitzeugen aus Stein. Zehn historische und moderne Brunnen prägen heute die Herforder Innenstadt.

## Der Hansebrunnen

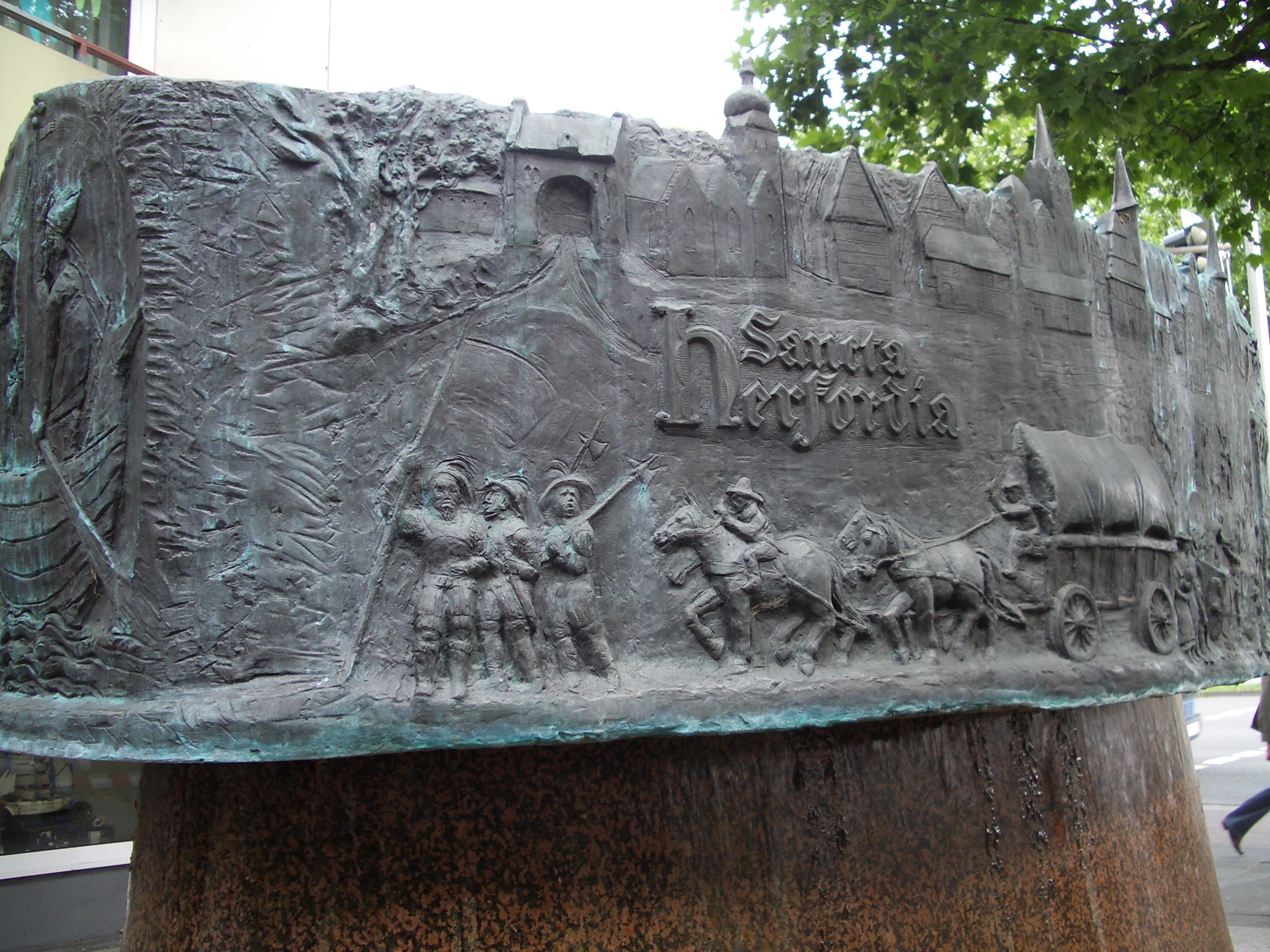
Der Hansebrunnen in Herford, Lübberstraße

In der Lübberstraße, zur Berliner Straße hin, stand bis Mitte 2016 der moderne, 1990 aufgestellte Hansebrunnen, der die Form einer Kogge hat und an die Mitgliedschaft Herfords in der mittelalterlichen Hanse erinnert. Der Sockel und der Trog des Hansebrunnens sind aus gekörntem braun-schwarzen Granit gestaltet, der Aufsatz aus Bronze. Der Umlauf zeigt Kaufleute, die den Hanseschwur leisten, Markttreiben, einen Zug westfälischer Hansen und die Stadtsilhouette Herfords. Der Brunnen erinnert an den neuen westfälischen Hansebund der 1983 in Herford gegründet wurde. Erschaffen wurde der Brunnen von dem Bildhauer Heinz Spilker. Der Herforder Heimatverein finanzierte ihn durch Spenden. Im Zuge der Neugestaltung der Fußgängerzone in der Lübberstraße wurde der Brunnen demontiert. Ein neuer Standort wurde noch nicht gefunden.

## Der Neustädter Brunnen

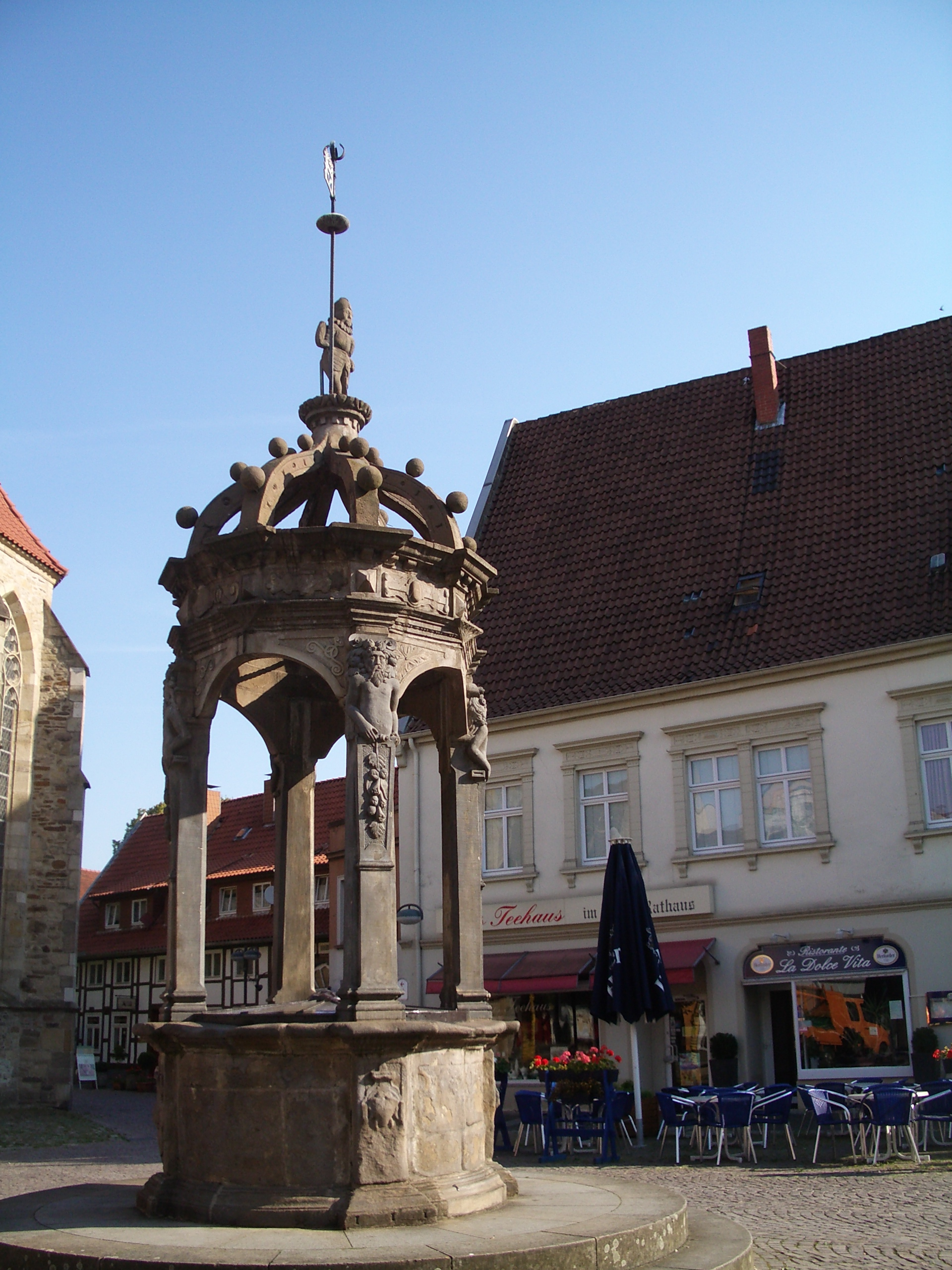
Der Neustädter Brunnen in Herford, Neuer Markt

Auf dem Neuen Markt befindet sich der Neustädter Brunnen, ein Renaissancebrunnen aus dem Jahr 1599. Oben auf dem Brunnengehäuse steht ein Bannerträger, der in der rechten Hand das Banner und in der linken Hand den Schild der freien Reichsstadt Herford trägt. Dieser Brunnen wurde um 1830 von der Stadt Herford aus Geldnöten verkauft. Der Käufer, Generalleutnant von Vincke, stellte ihn auf seinem Gut Ostenwalde bei Melle auf. Anfang der 1960er Jahre konnte der Brunnen zurückerworben und restauriert werden. Anschließend wurde er an seinem alten Standort am Neuen Markt wieder aufgestellt, wo am 15. Juni 1964 durch Oberbürgermeister Kurt Schober die Einweihung erfolgte. Im September 2019 wurde er von der LWL-Denkmalpflege, Landschafts- und Baukultur in Westfalen als Denkmal des Monats in Westfalen-Lippe ausgezeichnet.

## Der Jahrhundertbrunnen

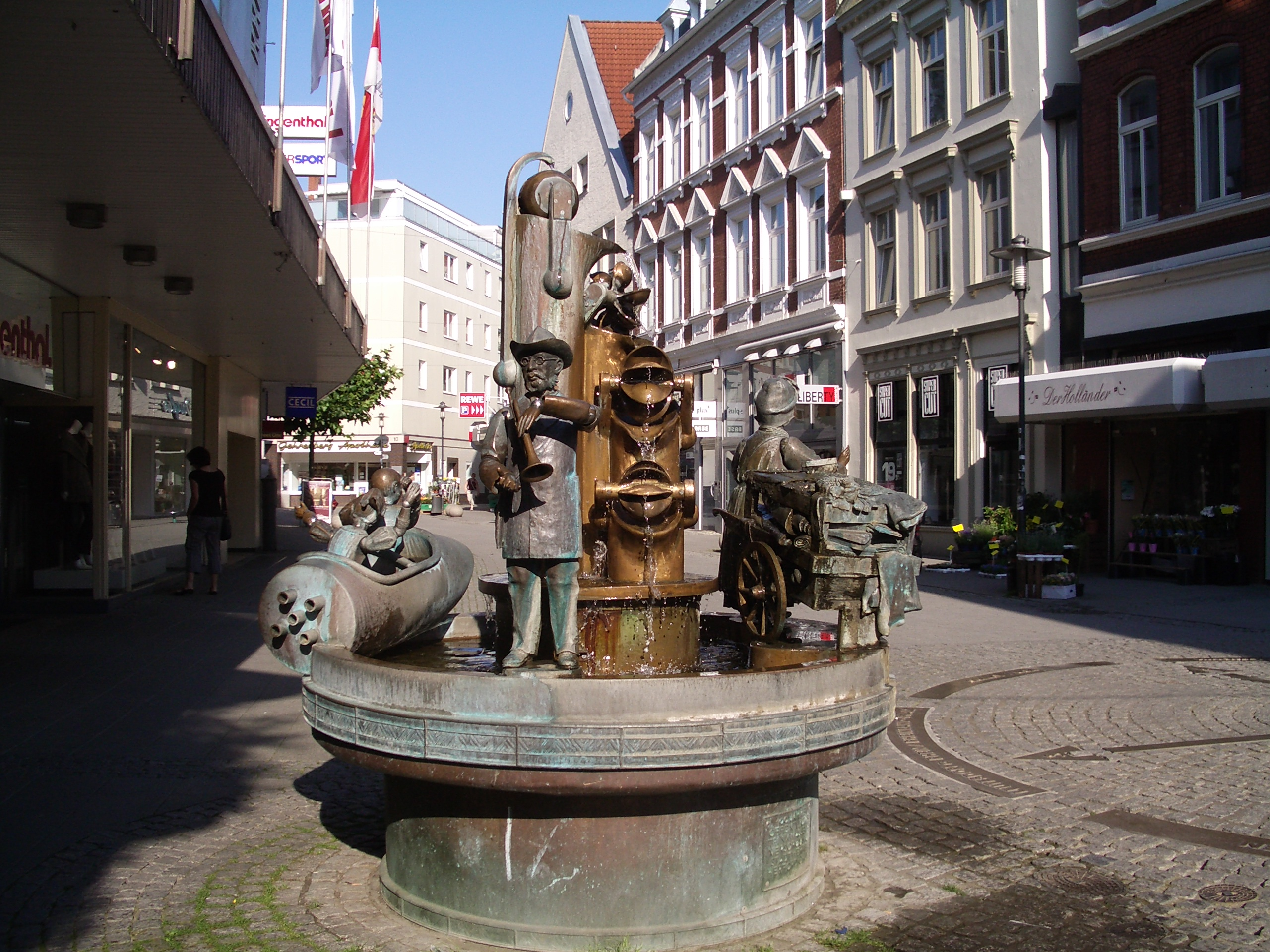
Der Jahrhundertbrunnen in Herford, Gehrenberg

Der 1997 aufgestellte Jahrhundertbrunnen im Gehrenberg erinnert mit seinen beweglichen Figuren an Herforder Originale. Zu sehen sind „Mutter Grün“, die als „fliegende Händlerin“ mit ihrem Wägelchen Kurzwaren verkaufte, „Trompeten Oskar“, der gerne für ein Bierchen ein Lied auf seiner Trompete spielte und Kinder in einer Karussell-Rakete. Letztere stehen für die Schausteller, die in Herford ihren Sitz haben. "Mutter Grün" und "Trompeten-Oskar" waren übrigens miteinander verheiratet. Geschaffen wurde dieser Brunnen durch den Bildhauer Bonifatius Stirnberg. Der Jahrhundertbrunnen ist ein Geschenk der „Tochter“ Stadtwerke/Wasserwerke an die Stadt Herford.

## Die Bürgerdusche

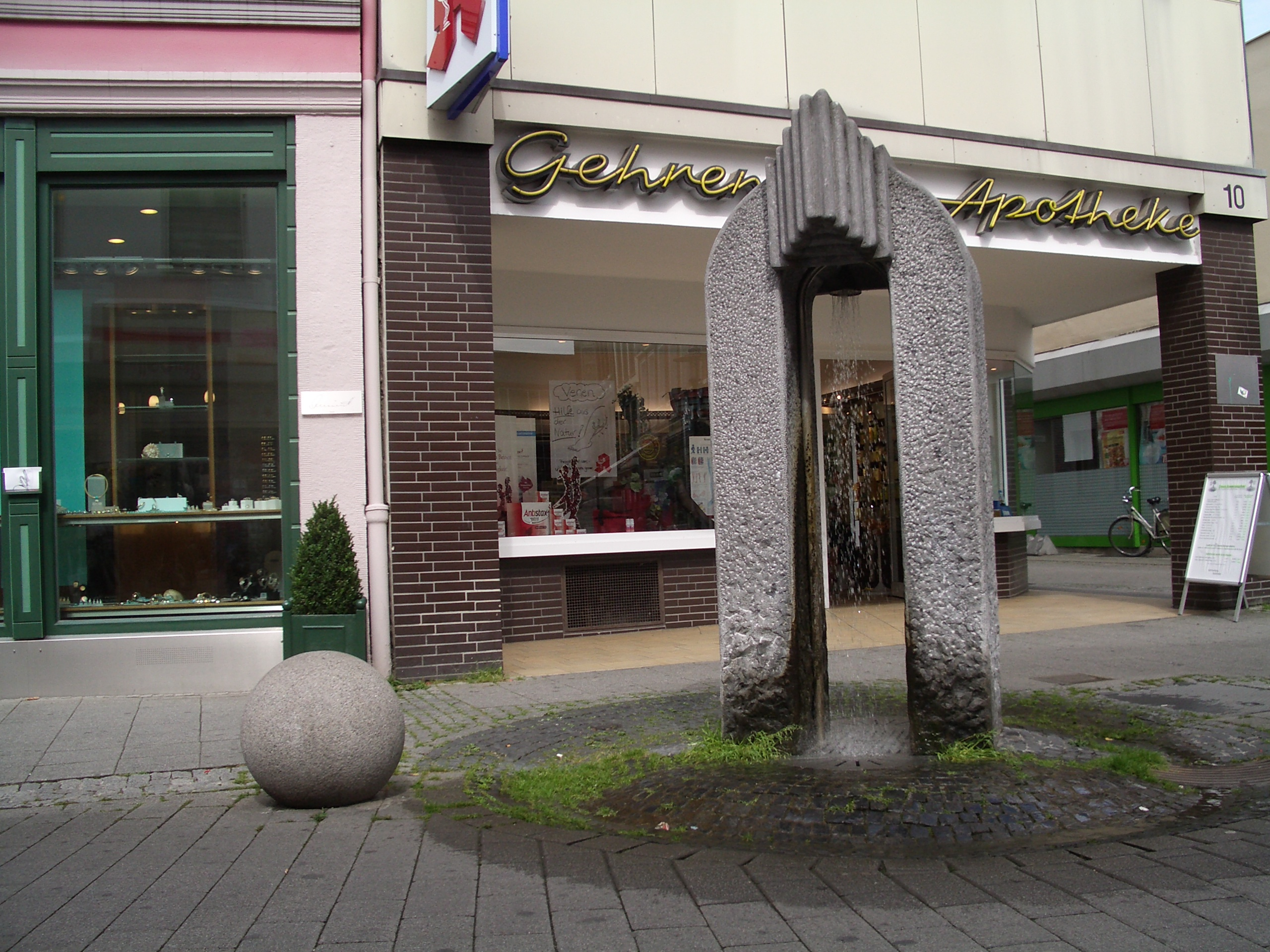
Die Bürgerdusche in Herford, Gehrenberg

Dieser Brunnen wird im Volksmund Bürgerdusche genannt und ist in der Fußgängerzone Gehrenberg – Am Gange zu finden. 1984 wurde der neuzeitliche Brunnen aus Belgisch Granit aufgestellt. Er ist eine Meisterarbeit des Steinmetzes Ulrich Galling.

## Der Altstädter Brunnen

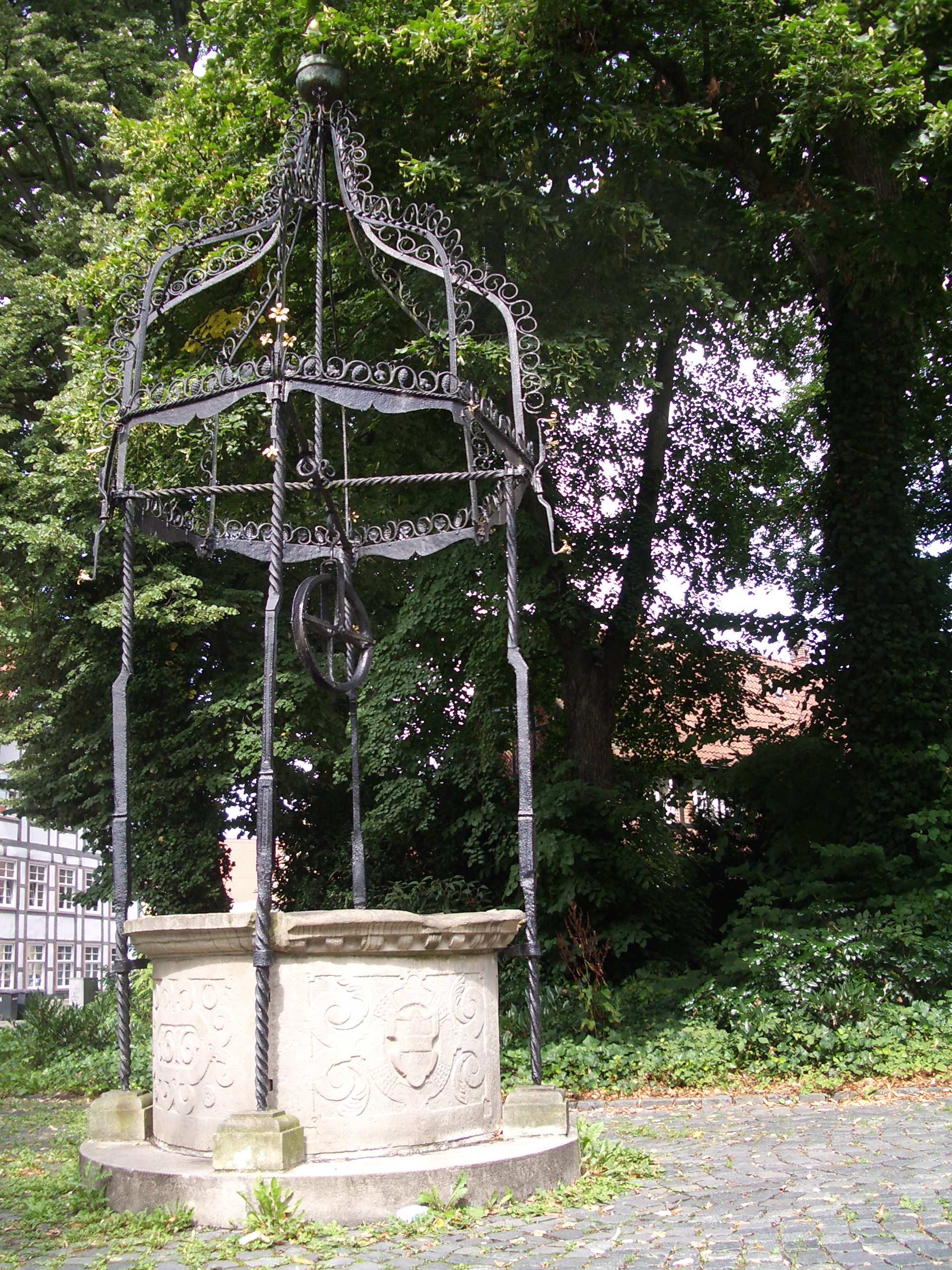
Der Altstädter Brunnen in Herford, Münsterkirchplatz

Auf dem Platz vor Münsterkirche steht der Altstädter Brunnen aus dem Jahre 1616 mit seiner auffällig filigranen schmiedeeisernen Krone. Das alte Herforder Wappen ist bereits am Brunnen zu finden. Ehemals stand der Ziehbrunnen auf dem Alten Markt und wurde um 1830, als sich die Stadt in Geldnöten befand, an Generalleutnant von Vincke verkauft. Dieser ließ ihn auf seinem Gut Ostenwalde bei Melle aufstellen. Um 1965 wurde der Brunnen wiederentdeckt und durch eine Stiftung 1967 für die Stadt zurückgekauft.

## Der Abteibrunnen

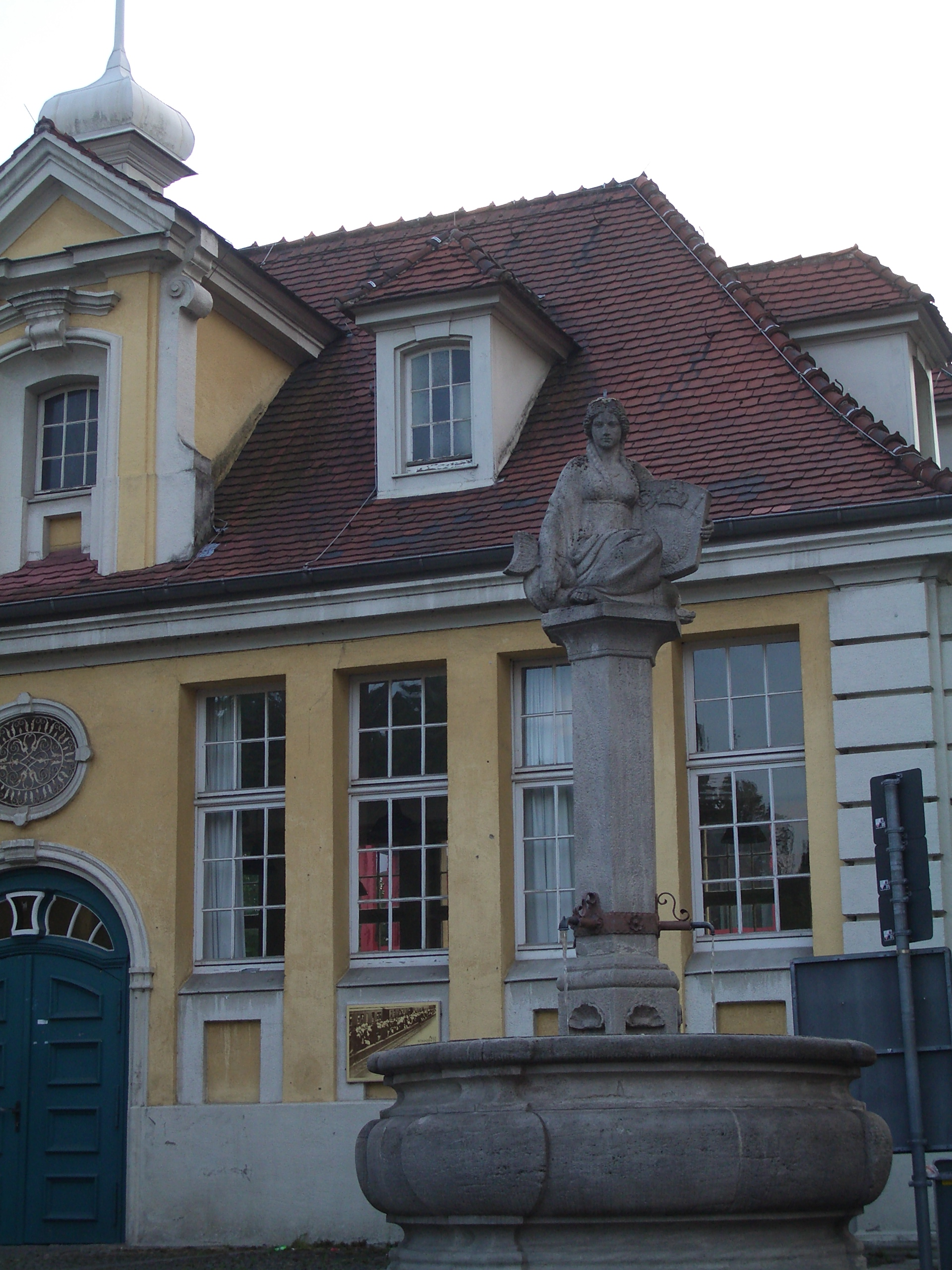
Der Abteibrunnen in Herford, Rathausplatz

Auf dem ehemaligen Gelände der Reichsabtei, zur Erinnerung an das Reichsstift, steht der Abteibrunnen, ein Delphinbrunnen neben dem Rathaus und der Markthalle. Eine Stiftsdame mit dem Abteiwappen reitet auf einem Delfin. Der Delfin, als Symbol der christlichen Lehre, galt als Fürsprecher der Menschen und war Symbol der Auferstehung. Die Stiftsdamen waren für die Memoria, das Gebetsgedenken, verantwortlich. Erschaffen wurde der Abteibrunnen 1917 von Alfred Glaser.

## Alter Abteibrunnen

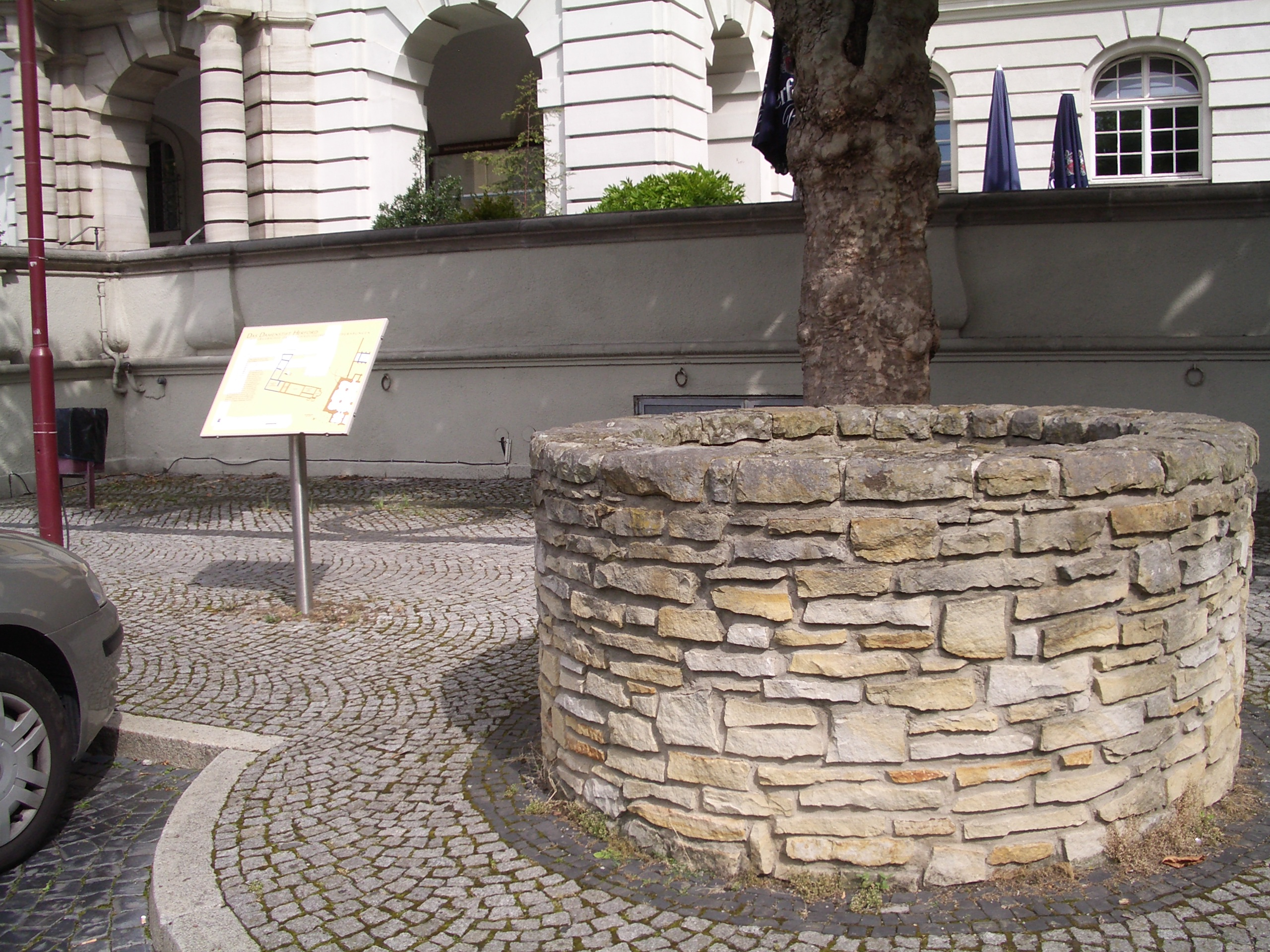
Der Alte Abteibrunnen in Herford, Rathausplatz

Bei archäologischen Ausgrabungen in den Jahren von 1988 bis 1990 wurde der 5,60 Meter tiefe Alte Abteibrunnen entdeckt. Recht unscheinbar steht der Alte Abteibrunnen vor dem Rathaus, im Andenken an die Abtei und an seinen ehemaligen Standort in der Abtei. In den Ablagerungen auf der Brunnensohle fanden sich zwei Goldmünzen, von denen die eine 1577, die zweite um 1600 datiert ist. Sie geben einen Hinweis auf eine Nutzung des Brunnens in der ersten Hälfte des 17. Jahrhunderts.

## Der Lausbub

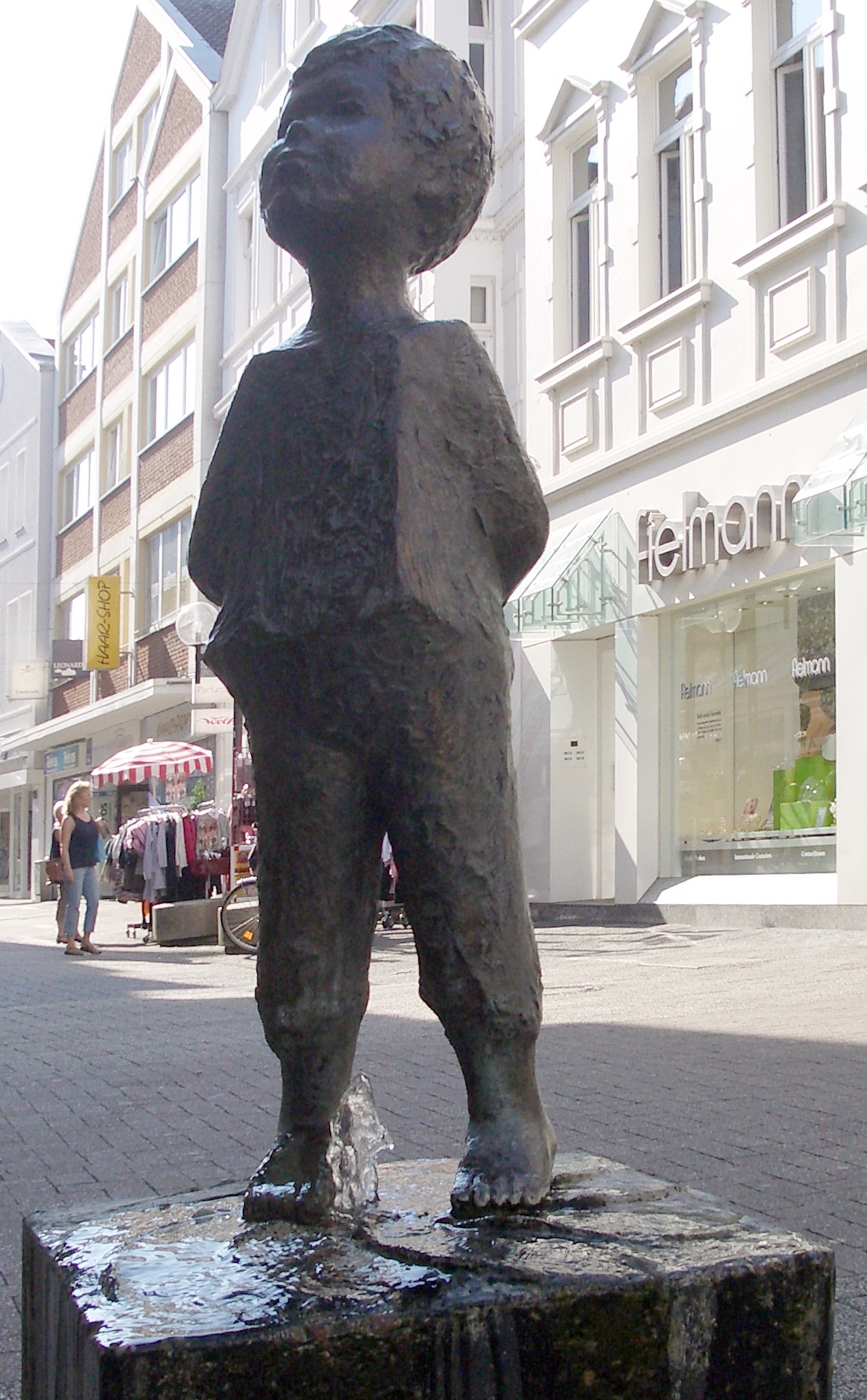
Der Lausbub in Herford, Bäckerstraße

In der Bäckerstraße steht seit 1986 eine Bronzefigur, die einen kecken, frech und doch unschuldig blickenden Lausbub darstellt. Geschaffen wurde dieser Brunnen von der Herforder Bildhauerin Marianne Bleeke-Ehret, deren Sohn Ralf-Henrik Bleeke für die Skulptur Modell stand. Es handelt sich um eine Stiftung von H.-D. Schaaf.

## Der Gänsebrunnen

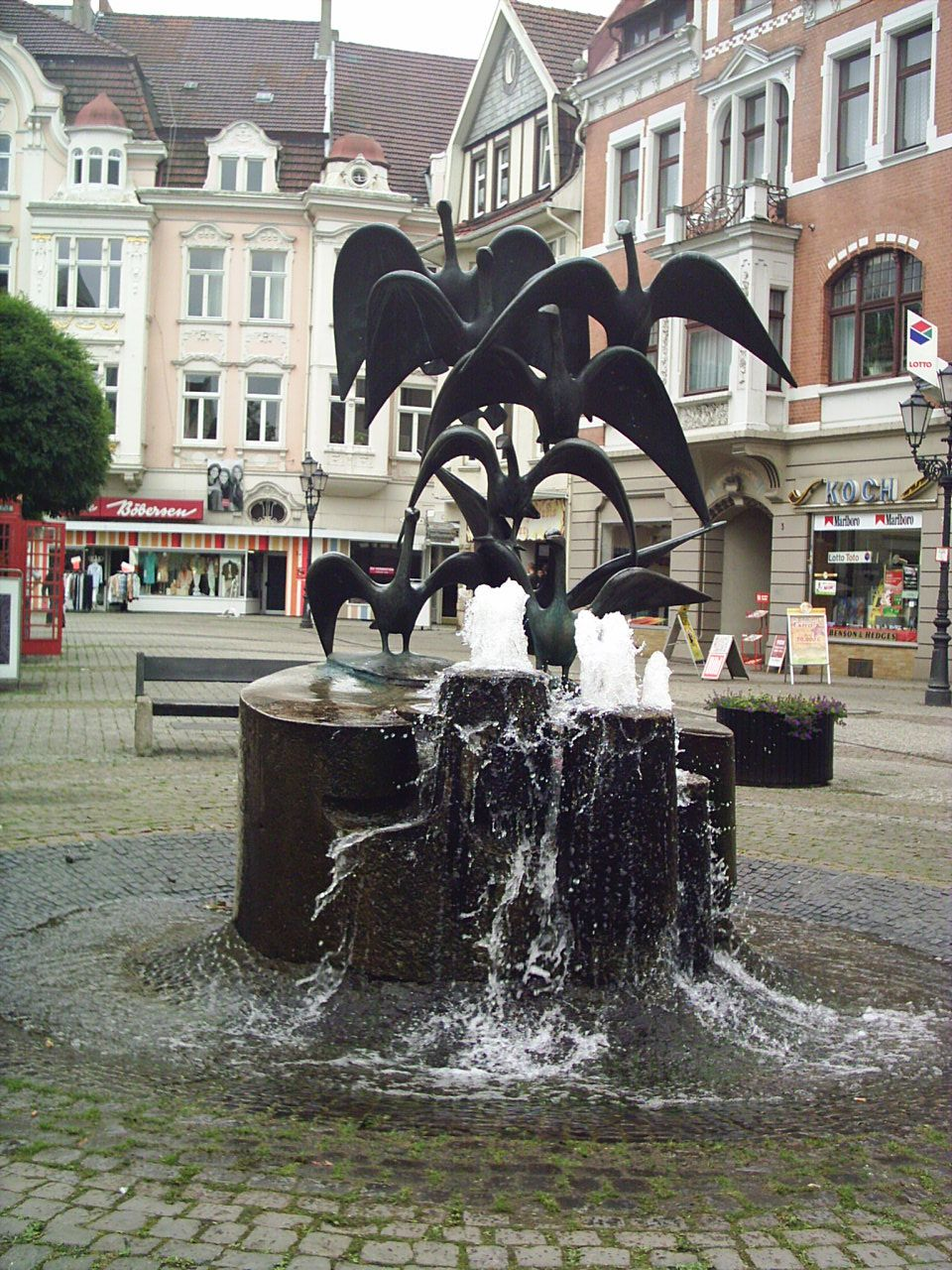
Gänsebrunnen auf dem Gänsemarkt

„Wiederkehrende Gänse“ heißt der Brunnen in der Radewig auf dem Gänsemarkt. 1978 wurde der aus Muschelkalkstein bestehende Sockel vor Ort an seinem Standplatz bearbeitet. Acht aus Bronze gegossene Gänse zieren diesen Brunnen. Ihr Gewicht beträgt ca. eine Tonne, die Höhe beträgt 3,20 Meter. Am 13. Juni 1990, zwölf Jahre nach der Einweihung des Gänsebrunnens, fehlten den zwei oberen Gänsen die Köpfe und mussten ersetzt werden. Geschaffen wurde der Gänsebrunnen vom Bildhauer Bruno Buschmann aus Oerlinghausen. Um den Brunnen zu finanzieren, startete die Gemeinschaft Radewig e. V. eine Spendenaktion.

## Der Wittekindbrunnen

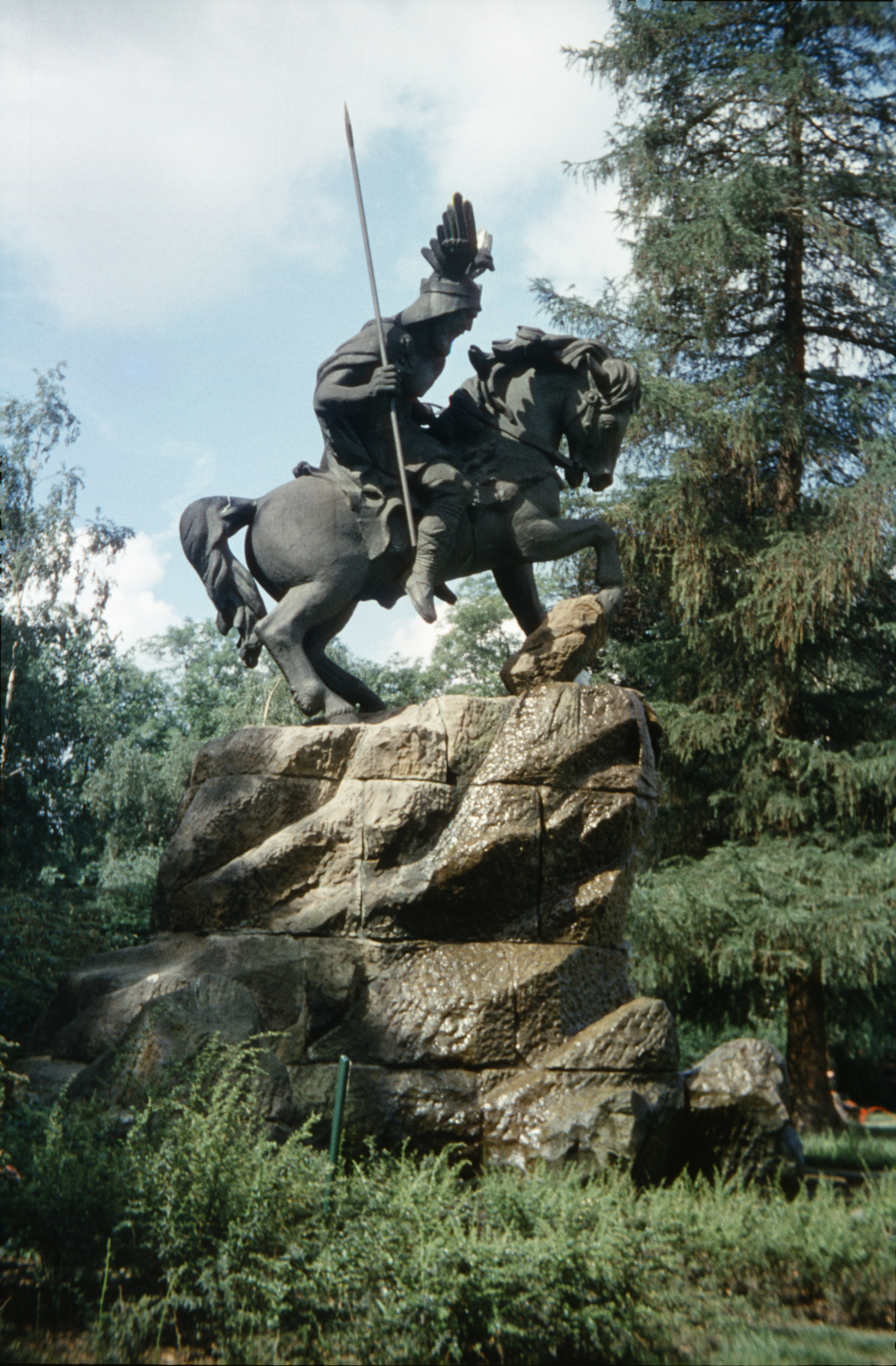
Widukind-Denkmal

Das einzig übergroße Wittekinddenkmal Deutschlands auf dem Wilhelmsplatz erinnert an den Sachsenherzog Wittekind (Widukind). Der Brunnen beschreibt das Quellwunder, durch das der halb verdurstende Wittekind zum Christ wurde und sich seinem überlegenen Feind, dem Frankenkönig Karl dem Großen, unterwarf. Das Originaldenkmal wurde 1899 vom Bildhauer Heinrich Wefing geschaffen. Zu Rüstungszwecken wurde es 1942 eingeschmolzen, der Sockel blieb jedoch erhalten. Im Jahre 1959 konnte das Wittekinddenkmal nach alten Bildern von dem Bildhauer Walter Kruse neu erschaffen werden.